# مارینو لخارتا
مارینو لخارتا آریزابالاگا (زادهٔ ۱۴ مه ۱۹۵۷) رکابزن حرفه‌ای سابق اهل اسپانیا است که در رشتهٔ دوچرخه‌سواری جاده فعالیت می‌کرد. او توانست در سال ۱۹۸۲ برندهٔ ووئلتا اسپانیا شود.

## زندگی‌نامه
لخارتا در بریز در استان بیسکای زاده شد و پس از کسب رتبهٔ ۱۷ در تور بریتانیای ۱۹۷۸، در سال ۱۹۷۹ حرفه‌ای شد. نخستین پیروزی حرفه‌ای او در سال ۱۹۸۰ در مرحلهٔ چهارم تور آستوریاس به دست آمد. در همان سال، قهرمان تور کاتالونیا شد و در تور آلمان و تور باسک بر سکوی سوم ایستاد.
در سال ۱۹۸۱ برای نخستین بار در تور دو فرانس شرکت کرد و آن را با رتبهٔ ۳۵ به پایان رساند. سپس برندهٔ نخستین دورهٔ کلاسیک سن سباستین شد و در تور کاتالونیا مقام سوم را کسب کرد.
مهم‌ترین موفقیت لخارتا در سال ۱۹۸۲ رقم خورد. او توانست با برتری ۱۸ ثانیه‌ای نسبت به میشل پولنتیر قهرمان ووئلتا اسپانیا شود. در همان سال، از عنوان قهرمانی خود در کلاسیک سن سباستین دفاع کرد. لخارتا در سال ۱۹۸۳ نیز در آستانهٔ قهرمانی ووئلتا بود؛ ولی نتوانست برنار اینو را شکست دهد و بر سکوی دوم ایستاد. البته در سه مرحله پیروز شد و قهرمانی رده‌بندی امتیازی را کسب کرد. در همان سال در تور آپنین نیز پیروز شد.
در سال ۱۹۸۴ در یک مرحلهٔ جیرو دیتالیا پیروز شد و در پایان در رتبهٔ چهارم قرار گرفت. در سال ۱۹۸۶ نیز برندهٔ یک مرحلهٔ ووئلتا شد. در سال ۱۹۸۷ سومین قهرمانی خود در کلاسیک سن سباستین را کسب کرد و در سال ۱۹۸۹ برای دومین بار برندهٔ تور کاتالونیا شد.
در سال ۱۹۹۰ تنها پیروزی خود در تور دو فرانس را در مرحلهٔ چهاردهم این تور به دست آورد و در سال ۱۹۹۱ بر سکوی سوم ووئلتا ایستاد. لخارتا در سال ۱۹۹۲ بازنشسته شد.
تا سال ۲۰۱۵ لخارتا تنها رکابزنی بود که توانسته‌بود در چهار فصل (۱۹۸۷، ۱۹۸۹، ۱۹۹۰ و ۱۹۹۱) هر سه گرند تور را به پایان برساند. در این سال، آدام هانسن رکورد او را شکست.

## نتایج در گرند تورها
| گرند تور       | ۱۹۷۹ | ۱۹۸۰ | ۱۹۸۱   | ۱۹۸۲ | ۱۹۸۳ | ۱۹۸۴   | ۱۹۸۵ | ۱۹۸۶ | ۱۹۸۷ | ۱۹۸۸   | ۱۹۸۹ | ۱۹۹۰ | ۱۹۹۱ | ۱۹۹۲ |
| -------------- | ---- | ---- | ------ | ---- | ---- | ------ | ---- | ---- | ---- | ------ | ---- | ---- | ---- | ---- |
| ووئلتا اسپانیا | ۳۰   | ۵    | ناتمام | ۱    | ۲    | ناتمام | -    | ۵    | ۳۴   | ناتمام | ۱۹   | ۵۵   | ۳    | -    |
| جیرو دیتالیا   | -    | -    | -      | -    | ۶    | ۴      | ۵    | -    | ۴    | -      | ۱۰   | ۷    | ۵    | -    |
| تور دو فرانس   | -    | -    | ۳۵     | ۳۷   | -    | -      | -    | ۱۸   | ۱۰   | ۱۶     | ۵    | ۵    | ۵۳   | -    |